# 平和池水害
平和池水害（へいわいけすいがい）は、1951年（昭和26年）7月11日、京都府南桑田郡亀岡町（現・亀岡市）大字古世小字寒谷に存在した農業用貯水池（ため池）の平和池が決壊した水害事故。池の水は下流の篠村柏原地区の集落を押し流し、柏原地区だけでも死者・行方不明者合計75人を出す大惨事となった。

## 概要
平和池（農林省・亀岡防水溜池）は、1949年（昭和24年）に亀岡町（現・亀岡市）が2700万円を投じて造営した農業用貯水池であった。堤高19.6m、天端幅6m、堤長82.5m、貯水量221,042㎥であり、アースダムに分類される。建設に当たっては地元の篠村からの反対があったと伝えられる。
1951年（昭和26年）7月11日午前9時半頃、折からの集中豪雨により貯水池の堤防が決壊した。貯水池の水は一気に流れ下って満水状態の年谷川に合流し、下流の柏原地区約80戸280人のうち40戸を流失させて多数の死者および行方不明者を出した。その数は、柏原地区で75名、亀岡町地内で21名と伝わる。災害前日夜半に南桑田地方事務所から亀岡町へ水門を開けるよう要求がなされたが、町側が何らかの理由で要求を受け入れなかったことが貯水池崩壊の原因の一つとされる。しかしながら11日の集中豪雨の規模は、京都府一帯で鴨川や桂川など多くの河川を氾濫させ、多数の死者を出したほどであり、水門の開閉により貯水池の決壊を回避することができたかは不明である。

## 現地の状況
決壊した平和池は再建されることなく、21世紀の現在、跡地は小さな池を除いて水田に代わっている。池の跡周辺には亀岡市により鎮魂碑などが建立され、過去の被害を伝えている。

## 交通への影響
周辺を運行していた、丹波交通（のちの京都交通、現在の京阪京都交通）の東別院線ではこの災害で道路不通となり、京阪バスと共同運行していた亀岡～茨木の直通便の運行を中止し、現在の曽我部町まわりの迂回系統を設定した。日乃出バス（のちに高槻市交通部に譲渡）でも高槻～亀岡線がこの災害による道路不通で、東別院で丹波交通に乗り換えるようになった。
また、丹波交通は、災害地点の柏原を徒歩でつないで、京都～亀岡間、亀岡～園部間を折り返し運転することで、国鉄山陰線の不通時でも通勤通学をはじめとする交通を支えることができた。
道路復旧後、1970年代には京都交通の東別院線は迂回系統であった曽我部町まわりが本ルートとなり、高槻市交通部でも高槻～亀岡線の運行を再開した。